# یواس‌اس دیویسون (دی‌دی-۶۱۸)
یواس‌اس دیویسون (دی‌دی-۶۱۸) (به انگلیسی: USS Davison (DD-618)) یک کشتی بود که طول آن ۳۴۸ فوت ۳ اینچ (۱۰۶٫۱۵ متر) بود. این کشتی در سال ۱۹۴۲ ساخته شد.